# Мушаилова, Ирина Владимировна
Ирина Мушаилова (Шугаева) (р. 6 января 1967 года, Краснодар) — российская легкоатлетка, прыгунья в длину и тройным. Участница Олимпиады 1992 года в составе сборной СНГ (5-е место), бронзовый призёр чемпионата мира 1995 года, серебряный призёр чемпионата мира в помещении 1995 года, бронзовая медалистка Игр доброй воли 1994, победительница Спартакиады народов РСФСР.
Воспитанница заслуженного тренера России Марии Поддубновой. Выступала за краснодарское «Динамо». Выпускница Кубанского государственного университета физической культуры, спорта и туризма.

## Личные достижения
- Прыжок в длину — 7,20 м (14.07.1994, Санкт-Петербург)
- Прыжок в длину в помещениях — 6,94 м (27.02.1993, Москва)
- Тройной прыжок — 14,79 м (05.07.1993, Стокгольм)